# سیدآباد (سرچهان)
سیدآباد، روستایی در دهستان ارژنگ بخش باغ صفا شهرستان سرچهان در استان فارس ایران است.

## جمعیت
بر پایه سرشماری عمومی نفوس و مسکن در سال ۱۳۹۵، جمعیت این روستا برابر با ۶۵ نفر (۲۳ خانوار) بوده است.